# Трикерион
Трике́рион (греч. Τρικέριον), также Трике́ри (греч. Τρικέρι) — деревня в Греции. Исторический центр общины Нотио-Пилио в периферийной единице Магнисия в периферии Фессалия. Расположена на высоте 201 м над уровнем моря, на одноимённом полуострове полуострова Магнисия, который вдаётся в пролив Волос — вход в залив Пагаситикос Эгейского моря. Пролив Трикерион отделяет полуостров от Эвбеи. Население 1022 человек по переписи 2011 года.
Портом деревни является деревня Айия-Кириаки, расположенная на побережье к юго-западу. Горы Тисеон (Τισαίο) высотой до 644 м отделяют часть полуострова, где расположена деревня, от материка. Автомобильная дорога, проложенная в 1970-е годы по берегу залива Пагаситикос у северного подножья гор Тисеон, связывает Трикерион с деревней Милина.

## История
После начала Греческой национально-освободительной революции 1821—1829 гг. фессалийцы из-за внутренних раздоров быстро попали под владычество Махмуд-паши Драмали и один лишь Трикелион сопротивлялся туркам.

## Сообщество
Сообщество Трикерион (Κοινότητα Τρικερίου) создано в 1922 году (ΦΕΚ 262Α). В сообщество входят острова Палеон-Трикерион (обитаемый, с одноимённой деревней) и Алатас (необитаемый), монастырь Евангелистрия (на острове Палеон-Трикерион), в котором не живут монахи, и ещё шесть населённых пунктов. Население 1353 человек по переписи 2011 года. Площадь 26,817 квадратных километров.
| Населённый пункт        | Население (2011), человек |
| ----------------------- | ------------------------- |
| Айия-Кириаки            | 199                       |
| Айия-София              | 7                         |
| Айос-Еорьос             | 13                        |
| Алатас (остров)         | 0                         |
| Ероплина                | 12                        |
| Коте                    | 30                        |
| Монастырь Евангелистрия | 0                         |
| Палеон-Трикерион        | 59                        |
| Питос                   | 11                        |
| Трикерион               | 1022                      |

## Население
| Год  | Население, человек |
| ---- | ------------------ |
| 1991 | 1240               |
| 2001 | 1239               |
| 2011 | ↘ 1022             |